# Thomas Anders
Thomas Anders tên thật là Bernd Weidung (sinh ngày 1 tháng 3 năm 1963 tại Koblenz, Tây Đức), là một ca sĩ, người sáng tác nhạc và nhà sản xuất thu âm người Đức.
Năm 1983, Thomas Anders cùng với nhạc công Dieter Bohlen lập ra nhóm nhạc nổi tiếng Modern Talking. Nhóm này hoạt động trong hai giai đoạn 1983-1987 và 1998-2003. Sau khi ban nhạc tan rã, ông theo đuổi sự nghiệp hát đơn.

## Đĩa hát

### Studio albums
| Different                                                  | - Released: ngày 29 tháng 8 năm 1989 - Label: Eastwest Germany (Warner Germany) - Formats: CD, Cassette, LP,  | —  |
| Whispers                                                   | - Released: ngày 17 tháng 5 năm 1991 - Label: Eastwest Germany (Warner Germany) - Formats: CD, Cassette, LP   | —  |
| Down on Sunset                                             | - Released: ngày 1 tháng 9 năm 1992 - Label: Polydor Germany (Universal Germany) - Formats: CD, Cassette, LP, | —  |
| When Will I See You Again                                  | - Released: ngày 20 tháng 9 năm 1993 - Label: Polydor Germany Universal Germany - Formats: CD, Cassette, LP,  | —  |
| Barcos de Cristal                                          | - Released: ngày 19 tháng 4 năm 1994 - Label: PolyGram records - Formats: CD, Cassette, LP                    | —  |
| Souled                                                     | - Released: ngày 7 tháng 4 năm 1995 - Label: Polydor Germany (Universal Germany) - Formats: CD, Cassette, LP  | —  |
| This Time                                                  | - Released: ngày 23 tháng 2 năm 2004 - Label: Na Klar (Sony Music Germany) - Formats: CD, Cassette            | 14 |
| Songs Forever                                              | - Released: ngày 3 tháng 3 năm 2006 - Label: Edel - Formats: CD                                               | 43 |
| Strong                                                     | - Released: April, 2010 - Label: CD Land - Formats: CD                                                        | —  |
| "—" denotes items that did not chart or were not released. | |    |

### Album trực tiếp
| Live Concert Thomas Anders & Jazzband                      | - Released: 1997 - Label: Panteon Records - Formats: CD, Cassette, LP, | — |
| "—" denotes items that did not chart or were not released. |                                                                        |   |

## Đĩa đơn

### Với tư cách ca sĩ hát chính
| "Judy"                                                                         | 1980 | —  | Non-album singles                   |  |
| "Du weinst um ihn"                                                             | 1980 | —  | Non-album singles                   |  |
| "Es war die Nacht der ersten Liebe"                                            | 1981 | —  | Non-album singles                   |  |
| "Ich will nicht dein Leben"                                                    | 1982 | —  | Non-album singles                   |  |
| "Was macht das schon"                                                          | 1983 | —  | Non-album singles                   |  |
| "Wovon träumst du denn"                                                        | 1983 | —  | Non-album singles                   |  |
| "Heißkalter Engel"                                                             | 1983 | —  | Non-album singles                   |  |
| "Endstation Sehnsucht"                                                         | 1984 | —  | Non-album singles                   |  |
| "Es geht mir gut heut' Nacht"                                                  | 1984 | —  | Non-album singles                   |  |
| "Love of My Own"                                                               | 1989 | 24 | Different                           |  |
| "One Thing"                                                                    | 1989 | —  | Different                           |  |
| "Soldier"                                                                      | 1989 | —  | Different                           |  |
| "The Sweet Hello, The Sad Goodbye"                                             | 1991 | —  | Whispers                            |  |
| "Can't Give You Anything (But My Love)"                                        | 1991 | 73 | Whispers                            |  |
| "True Love"                                                                    | 1991 | —  | Whispers                            |  |
| "How Deep Is Your Love"                                                        | 1992 | 71 | Down on Sunset                      |  |
| "Standing Alone" (featuring Glenn Medeiros)                                    | 1992 | 72 | Down on Sunset                      |  |
| "When Will I See You Again" (featuring The Three Degrees)                      | 1993 | 37 | When Will I See You Again           |  |
| "I'll Love You Forever"                                                        | 1993 | 79 | When Will I See You Again           |  |
| "The Love in Me"                                                               | 1994 | —  | When Will I See You Again           |  |
| "Road to Higher Love"                                                          | 1994 | —  | Souled                              |  |
| "Never Knew Love Like This Before"                                             | 1995 | —  | Souled                              |  |
| "A Little Bit of Lovin"                                                        | 1995 | —  | Souled                              |  |
| "Independent Girl"                                                             | 2003 | 17 | This Time                           |  |
| "King of Love"                                                                 | 2004 | 37 | This Time                           |  |
| "Tonight Is the Night"                                                         | 2004 | 60 | This Time                           |  |
| "Just Dream!"                                                                  | 2004 | 64 | Holiday on Ice Dream Tour 2004/2005 |  |
| "A Very Special Feeling"                                                       | 2006 | —  | Non-album single                    |  |
| "Songs That Live Forever"                                                      | 2006 | —  | Songs Forever                       |  |
| "All Around the World"                                                         | 2006 | —  | Songs Forever                       |  |
| "Kisses for Christmas"                                                         | 2008 | —  | Christmas for You                   |  |
| "Why Do You Cry"                                                               | 2010 | —  | Strong                              |  |
| "Stay With Me"                                                                 | 2010 | —  | Strong                              |  |
| "The Christmas Song"                                                           | 2010 | —  | Christmas for You                   |  |
| "Everybody Wants To Rule The World"                                            | 2014 | —  |                                     |  |
| "Cosmic Rider"                                                                 | 2020 |    |                                     |  |
| "—" denotes a title that did not chart, or was not released in that territory. |      |    |                                     |  |

### Với tư cách ca sĩ khách mời
| "Ibiza Baba Baya" Sound-Chateau (featuring Thomas Anders)                      | 2008 | —  | Non-album singles |
| "For You" Sound-Chateau (featuring Thomas Anders)                              | 2008 | —  | Non-album singles |
| "The Night Is Still Young" Sandra (featuring Thomas Anders)                    | 2009 | 46 | Back to Life      |
| "We Are One" Omid (featuring Thomas Anders)                                    | 2013 | —  | Non-album single  |
| "—" denotes a title that did not chart, or was not released in that territory. |      |    |                   |

### Đĩa đơn phối hợp sản xuất
| "Ziele" Sistanova and Thomas Anders                                            | 2008 | —  | HelleWecks Soundtrack |
| "Gigolo" Anders \| Fahrenkrog                                                  | 2011 | 40 | Two                   |
| "No More Tears On The Dancefloor" Anders \| Fahrenkrog                         | 2011 | —  | Two                   |
| "—" denotes a title that did not chart, or was not released in that territory. |      |    |                       |